# Actornithophilus grandiceps
Actornithophilus grandiceps är en insektsart som först beskrevs av Piaget 1880.  Actornithophilus grandiceps ingår i släktet Actornithophilus och familjen spolätare. Arten är reproducerande i Sverige. Inga underarter finns listade i Catalogue of Life.